# Gianni Farinetti
Pour les articles homonymes, voir Farinetti.
Gianni Farinetti, né le 24 novembre 1953 à Bra, dans la province de Coni, en Italie, est un écrivain italien, auteur de roman policier.

## Biographie
Il est concepteur-rédacteur, scénariste et réalisateur de plusieurs documentaires et courts métrages.
En 1996, il publie son premier roman, Un crime maison (Un delitto fatto in casa) pour lequel il est lauréat du prix Grinzane Cavour 1997 du jeune auteur débutant et le Prix Premier Roman Chambéry 1997.
Pour Michèle Witta, collaboratrice du Dictionnaire des littératures policières, « Farinetti proclame sa vision cynique d'un monde dominé par l'argent et les privilèges. Il possède aussi un style très particulier, mélange de visions éminemment cinématrographiques et d'envolées poétiques qui apparaissent rarement dans la littérature policière moderne ». Écrivain ouvertement gay, Gianni Farinetti met souvent en scène dans ses romans des homosexuels qui se débattent au sein d'imbroglios familiaux et d'intrigues policières complexes.

## Œuvre

### Romans
- Un delitto fatto in casa (1996) Publié en français sous le titre Un crime maison, traduit par Nathalie Bauer, Paris, Éditions Stock (1998)  (ISBN 2-234-05039-1)
- L'isola che brucia (1997) Publié en français sous le titre Ébullition, traduit par Nathalie Bauer, Paris, Éditions Stock (1999)  (ISBN 2-234-05118-5)
- Lampi nella nebbia (2000)
- L'ombra del vulcano (2000)
- In piena notte (2002)
- Prima di morire (2004)
- Lettere d'amore a Costanza (2005)
- Partita doppia (coécrit avec Errico Buonanno (it)), (2005)
- Il segreto tra di noi (2008)
- Regina di cuori (2011)
- La verità del serpente (2011)
- Rebus di mezza estate (2013)

## Sources
: document utilisé comme source pour la rédaction de cet article.
- Claude Mesplède (dir.), Dictionnaire des littératures policières, vol. 1 : A - I, Nantes, Joseph K, coll. « Temps noir », 2007, 1054 p. (ISBN 978-2-910-68644-4, OCLC 315873251), p. 707